# Staro Petrovo Polje
Staro Petrovo Polje est un village de la municipalité de Crnac (Comitat de Virovitica-Podravina) en Croatie.